# مورای واکر
مورای واکر (انگلیسی: Murray Walker; زاده ۱۰ اکتبر ۱۹۲۳ – درگذشته ۱۳ مارس ۲۰۲۱) مفسر ورزشی، روزنامه‌نگار، و مجری تلویزیون اهل بریتانیا بود.
واکر در طول ۲۳ سال فعالیت خود به عنوان مفسر تمام وقت ورزشی به دلیل اشتیاقی که به انیمیشن داشت به خاطر صدای معتبر و اشتباهات خنده دارش به آقای «گاف» لقب گرفته بود، در مسابقات پخش زنده صدای تفسیر وی را به «صدای جیغ و شبیه موتور ۵۰۰ سی سی که در حال چرخش است» تشبیه کرده‌اند. او پس از گرندپری ۲۰۰۱ ایالات متحده از مفسری تمام وقت بازنشسته شد، اما در سال ۲۰۰۵ به پخش نیمه وقت بازگشت و گاهی در بی‌بی‌سی، کانال ۴ و اف اسکای اسپورتس حضور می‌یافت.
مورای واکر در ۱۳ مارس ۲۰۲۱، در سن ۹۷ سالگی درگذشت.